# 정보본부 (일본)
정보본부(일본어: 情報本部 조호혼부[*], 영어: Defense Intelligence Headquarters, DIH)는 방위성에 소속된 특별기관 중 하나로 군사 정보를 다루는 정보 기관이다.

## 개요
방위성 산하 방위국을 비롯해 3개 자위대 소속의 참모부가 정보 업무를 분산, 전담해 오다 효율성이 떨어진다는 지적에 따라 1997년 창설된 군 통합 정보체계다. 창설 당시 인원은 약 1,700 명 규모로 추산됐으나 자위대 활동이 늘어나면서 현재는 약 2,004 명의 인력이 활동 중인 것으로 알려져 있다.
도쿄 신주쿠에 위치한 방위성 내 청사에 본부를 두고 있는 이 조직은 자위대 소장급을 본부장으로 6개 부서와 각 지역별 통신소를 두고 있다. 본부장은 방위성 설치법에 의거해 방위회의 위원을 겸하며, 부본부장은 관방성대신의 방위 서기관 업무를 겸하는 민간인이 맡아 본부장을 보좌하거나 유고시 본부장을 대신한다.
조직에서 정보와 관련된 주업무를 하는 전문 인력으로 4명의 정보관을 별도로 두고 있는데 이들은 각각 사무관과 자위관으로 나눠 업무를 분담한다. 여기서 사무관은 주로 정보를 총괄하는 역할을 하며 자위관은 담당 지역의 군사 동향과 정세를 분석, 총괄한다. 또 이들 아래 각 2명씩에 걸쳐 정보평가관과 보전관을 두고 있다.
정보본부의 부서는 총 6개로 이들 부서 가운데 계획부는 정보 관리와 수집에 관한 계획을 수립하는 부서로 각 부서간 연락과 조정 업무도 동시에 수행하고 있다. 또 분석부는 말 그대로 수집된 정보를 분석하는 부서며 이 외에도 통합 방위 계획과 특수부대 운용 등에 대한 정보를 취급한다. 통합정보부는 정보본부의 핵심부서로 자위대에 직접 군사 정보를 지원하는 역할을 하며, 특히 긴급을 요하는 국내외 군사 동향을 파악하는 것이 주된 임무다. 아울러 화상-지리부는 지구 관측 위성장비를 바탕으로 화상정보 시스템을 운용하는 것이 주임무며 전파부는 통신 분야를 관리하는 일을 한다. 이 밖에 정보본부는 6개 지역에 통신소를 설치하고 운용 중인데 무선 전파 감청 시스템과 레이다 돔을 통해 전 국토에 걸쳐 전방위 방위 정보 체계를 구축하고 있다.
정찰위성 4기는 매일 15차례씩 지구를 돌며 북한을 비롯한 한반도, 중국, 러시아 등의 군사정보를 탐지하고 있다.

## 구조
- 정보본부장 : 육장
  - 부본부장 : 사무관
  - 정보관 : 사무관 1명, 일등좌급 또는 그 이상의 육상, 해상, 항공자위관 3명
  - 정보평가관 : 사무관
  - 정보보전관 : 사무관
- 총무부(総務部) : 1종 1좌
- 계획부(計画部) : 1종 1좌
- 분석부(分析部) : 사무관
- 통합정보부(統合情報部) : 1종 1좌
- 화상-지리부(画像・地理部) : 1종 1좌
- 전파부(電波部) : 사무관
  - 1과 - 러시아
  - 2과 - 중국
  - 3과 - 한반도
  - 8과 - 암호해독
  - 9과 - 성문분석
- 통신소(通信所)
  - 히가시치토세 통신소(東千歳通信所) - 홋카이도 치토세 시 치토세 주둔지
  - 고후나토 통신소(小舟渡通信所) - 니이가타 현 시바타시 시바타 주둔지
  - 오오이 통신소(大井通信所) - 사이타마현 후지미노시
  - 미호 통신소(美保通信所) - 돗토리현 사카이미나토시
  - 다치아라이 통신소(太刀洗通信所) - 후쿠오카현 지쿠젠정
  - 기카이지마 통신소(喜界島通信所) - 가고시마현 기카이정